# ريتشارجد
ريتشارجد (بالإنجليزية: Recharged)‏ هو ثاني ألبوم ريمكس من إصدار فرقة لينكين بارك. تم إصدار الألبوم في التاسع والعشرين من أكتوبر عام 2013 بواسطة وارنر براذرز وماشين شوب، وتم إنتاجه بشكل كامل بواسطة ريك روبن ومايك شينودا. تضمن الألبوم أغاني ريمكس من الألبوم ليفينغ ثينغز، وتضمن أغنية جديدة بعنوان ألايت ذات نيفر كمز (بالإنجليزية: A Light that Never Comes)‏.

## روابط خارجية
- ريتشارجد على موقع ميتاكريتيك (الإنجليزية)
- ريتشارجد على موقع أول موفي (الإنجليزية)